# Louise Penny
Louise Penny (Toronto, 1º luglio 1958) è una scrittrice, giornalista e conduttrice radiofonica canadese.

## Biografia
Nata il 1 luglio 1958 a Toronto, nell'Ontario, vive e lavora in un piccolo villaggio a sud di Montréal.
Laureata alla Ryerson University di Toronto, ha lavorato per diciotto anni alla Canadian Broadcasting Corporation prima di dedicarsi alla scrittura a tempo pieno.
Con il romanzo Still Life ha inaugurato nel 2005 la fortunata serie avente per protagonista l'ispettore capo Armand Gamache e giunta nel 2020 alla diciassettesima indagine.
Ha vinto numerosi premi dedicati alla narrativa gialla inclusi 5 Anthony Award e 8 Premi Agatha.

## Opere

### Serie Armand Gamache
- Natura morta (Still Life, 2005), Einaudi, 2022
- La grazia dell'inverno (A Fatal Grace, 2007), Einaudi, 2023
- Il più crudele dei mesi (The Cruelest Month, 2008) Einaudi, 2024
- Vietato uccidere (The Murder Stone, 2009, A  Rule Against Murder in U.S.) Einaudi 2025
- The Brutal Telling (2009)
- Bury Your Dead (2010)
- L'inganno della luce (A Trick of the Light, 2011), Milano, Piemme, 2013
- The Hangman (2011)
- The Beautiful Mystery (2012)
- How the Light Gets In (2013)
- La via di casa (The Long Way Home, 2014), Milano, Piemme, 2017
- The Nature of the Beast (2015)
- A Great Reckoning (2016)
- Case di vetro (Glass Houses, 2017), Torino, Einaudi, 2019
- Il regno delle ombre (Kingdom of the Blind, 2018), Torino, Einaudi, 2020
- Un uomo migliore (A better man, 2019), Torino, Einaudi, 2020
- I diavoli sono qui (All the Devils are Here, 2020), Torino, Einaudi, 2021
- Una specie di follia (The Madness of Crowds, 2021), Torino, Einaudi, 2022
- Tracce dal passato (A World of Curiosities, 2022), tr. Letizia Sacchini, Einaudi, 2023
- Il lupo grigio (The gray wolf, 2024) Einaudi, 2024

### Altre opere
- Stato di terrore (State of Terror, scritto in collaborazione con Hillary Clinton, 2021) Einaudi, 2021

## Adattamenti televisivi
L'autrice ha accettato di cedere i diritti dei primi due romanzi della serie dopo che, nel 2012, le venne offerto di partecipare alla realizzazione di un film televisivo come produttrice esecutiva.
Nel 2021 sono iniziate le riprese di una nuova serie televisiva intitolata Il Commissario Gamache - Misteri a Three Pines con Alfred Molina nella parte del protagonista Armand Gamache.

## Riconoscimenti
- Premio Agatha per il miglior romanzo: 2007[7]; 2008[7]; 2009[8]; 2010[8]; 2012[8]; 2016[9]; 2017[9]; 2020[9][10]
- Anthony Award per il miglior romanzo di esordio, 2007[11];
- Anthony Award per il miglior romanzo: 2010[11], 2011[11], 2012[12], 2013[12], 2017[12];
- Premio Macavity: 2011-2013-2017
- Premio Barry per il miglior romanzo: 2017 per A Great Reckoning
- Premio Barry per il miglior romanzo d'esordio: 2007 per Still Life
- Premio Nero Wolfe: 2011 per Bury Your Dead
- Premio Dilys: 2011 per Bury Your Dead